# Edmonde Charles-Roux
Edmonde Charles-Roux (født 17. april 1920 i Neuilly-sur-Seine, død 20 januar 2016) var en fransk forfatter, der i 1966 fik Goncourtprisen for romanen Oublier Palerme (da: Glem Palermo).